# وارين إيرل برغر
وارين إيرل برغر (بالإنجليزية: Warren E. Burger)‏ (17 سبتمبر 1907 - 25 يونيو 1995) كان رئيس المحكمة العليا الخامس عشر للولايات المتحدة بين عامي 1969-1986. ولد برغر في سانت بول، مينيسوتا وتخرج من كلية سانت بول للقانون في عام 1931. ساعد في تأمين دعم مندوبي مينيسوتا لترشيح دوايت أيزنهاور في المؤتمر الوطني الجمهوري لعام 1952. عين برغر لمنصب النائب العام المساعد المسؤول عن القسم المدني من وزارة العدل بعد فوز آيزنهاور في الانتخابات الرئاسية عام 1952. وعينه آيزنهاور في عام 1956 في محكمة الاستئناف الأمريكية لدائرة مقاطعة كولومبيا. خدم برغر في هذه المحكمة حتى عام 1969 وأصبح معروفًا بانتقاده لأحكام رئيس قضاة المحكمة العليا إيرل وارين.
في عام 1969، رشحه الرئيس ريتشارد نيكسون ليخلف رئيس القضاة إيرل وارين، ونال برغر موافقة مجلس الشيوخ. لم يبرز كقوة فكرية قوية في المحكمة، لكنه سعى لتحسين إدارة القضاء الفدرالي. كما ساعد في تأسيس المركز الوطني لمحاكم الولايات والجمعية التاريخية للمحكمة العليا. وظل برغر في المحكمة حتى تقاعده في عام 1986، عندما أصبح رئيسا للجنة في الذكرى المئوية الثانية لدستور الولايات المتحدة. وقد خلفه وليام رينكويست رئيسًا للمحكمة، والذي عمل قاضيًا مساعدًا في المحكمة العليا منذ عام 1971.
في عام 1974، كتب برغر رأي المحكمة بالإجماع في قضية الولايات المتحدة ضد نيكسون التي رفضت احتجاج نيكسون بالامتياز التنفيذي في أعقاب فضيحة ووترغيت. لعب الحكم دورا رئيسيا في استقالة نيكسون. انضم برغر إلى الأغلبية في قضية رو ضد ويد التي أكدت أن الحق في الخصوصية يحظر على الولايات منع الإجهاض. ولكنه تخلى عن القضية الأخيرة في قضية ثورنبرج ضد الكلية الأمريكية لأخصائيي التوليد وأمراض النساء. وكتب رأي الأغلبية في قضية آي إن إس ضد تشادها التي ألغت حق النقض التشريعي.
ورغم أن برغر كان محافظًا،  ورغم أن محكمة برجر أصدرت العديد من القرارات المحافظة، فقد أصدرت أيضًا بعض القرارات الليبرالية فيما يتعلق بالإجهاض وعقوبة الإعدام والمؤسسة الدينية وإلغاء الفصل العرقي خلال فترة ولايته كرئيس للقضاة. 

## روابط خارجية
- وارين إيرل برغر على موقع الموسوعة البريطانية (الإنجليزية)
- وارين إيرل برغر على موقع مونزينجر (الألمانية)
- وارين إيرل برغر على موقع إن إن دي بي (الإنجليزية)